# Anisota oslari
Anisota oslari är en fjärilsart som beskrevs av Rothschild 1907. Anisota oslari ingår i släktet Anisota och familjen påfågelsspinnare. Inga underarter finns listade i Catalogue of Life.

## Bildgalleri

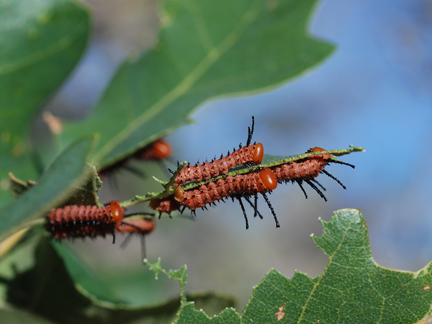